# Golosinas (álbum)
Golosinas es el primer álbum en solitario del cantautor Pedro Guerra, tras su etapa en Taller Canario. Fue grabado en vivo en diciembre de 1994 en Cinearte, Madrid. Su canción más conocida fue sin duda «Contamíname», que ya habían hecho famosa Ana Belén y Víctor Manuel en su álbum en vivo Mucho más que dos.
Frente a sus temas en Taller Canario, donde prevalecían letras de temática política y reivindicativa y sonidos donde se fusionaba folklore canario con rock, en Golosinas tienen mucha más importancia las canciones más personales, de temática autobiográfica («Biografía», «Golosinas», «Dos mil recuerdos», etc.) o basadas en el cine y, en cuanto al sonido, regresa a canciones acústicas más sencillas, en su mayor parte interpretadas sólo a guitarra con el apoyo ocasional de una pequeña banda. 

## Lista de canciones
| N.º | Título                                    | Escritor(es) | Duración |  |
| 1.  | «Biografía»                               | Pedro Guerra | 2:43     |  |
| 2.  | «Dibujos animados»                        | Pedro Guerra | 3:41     |  |
| 3.  | «Hay mil maneras de derrotar a un hombre» | Pedro Guerra | 4:15     |  |
| 4.  | «Golosinas»                               | Pedro Guerra | 2:47     |  |
| 5.  | «El marido de la peluquera»               | Pedro Guerra | 3:27     |  |
| 6.  | «Rap/a/duras penas»                       | Pedro Guerra | 3:05     |  |
| 7.  | «Dos mil recuerdos»                       | Pedro Guerra | 1:59     |  |
| 8.  | «Todo es desorden»                        | Pedro Guerra | 3:42     |  |
| 9.  | «Rayas»                                   | Pedro Guerra | 2:42     |  |
| 10. | «Mujer que no tendré»                     | Pedro Guerra | 3:02     |  |
| 11. | «Las gafas de Lennon»                     | Pedro Guerra | 1:44     |  |
| 12. | «Hechos de gente»                         | Pedro Guerra | 2:52     |  |
| 13. | «Greta»                                   | Pedro Guerra | 2:59     |  |
| 14. | «Peter Pan»                               | Pedro Guerra | 2:59     |  |
| 15. | «Hazlos reír»                             | Pedro Guerra | 2:59     |  |
| 16. | «Deseo»                                   | Pedro Guerra | 2:59     |  |
| 17. | «Contamíname»                             | Pedro Guerra | 2:59     |  |

## Créditos
- Pedro Guerra: Voz y guitarra española.
- Marcelo Fuentes: Bajo eléctrico.
- Tino di Geraldo: batería.
- Luis Fernández: Teclados y coros.
- Antonio Serrano: Armónica.
- Luis Pastor: Coros en "Hechos de gente".

- - Grabación: Nigel Walker.
  - Asistentes: Jesús Díaz-Meco, Juan González y Ángel Martos.
- Sonido: Fernando Díaz.